# 環球都會廣場
环球都会广场（英語：International Metropolitan Plaza；Global City Plaza），通称为IMP大厦，是一栋位于中国广东省广州市天河区珠江新城花城大道与冼村路交汇处的超高层摩天大楼。

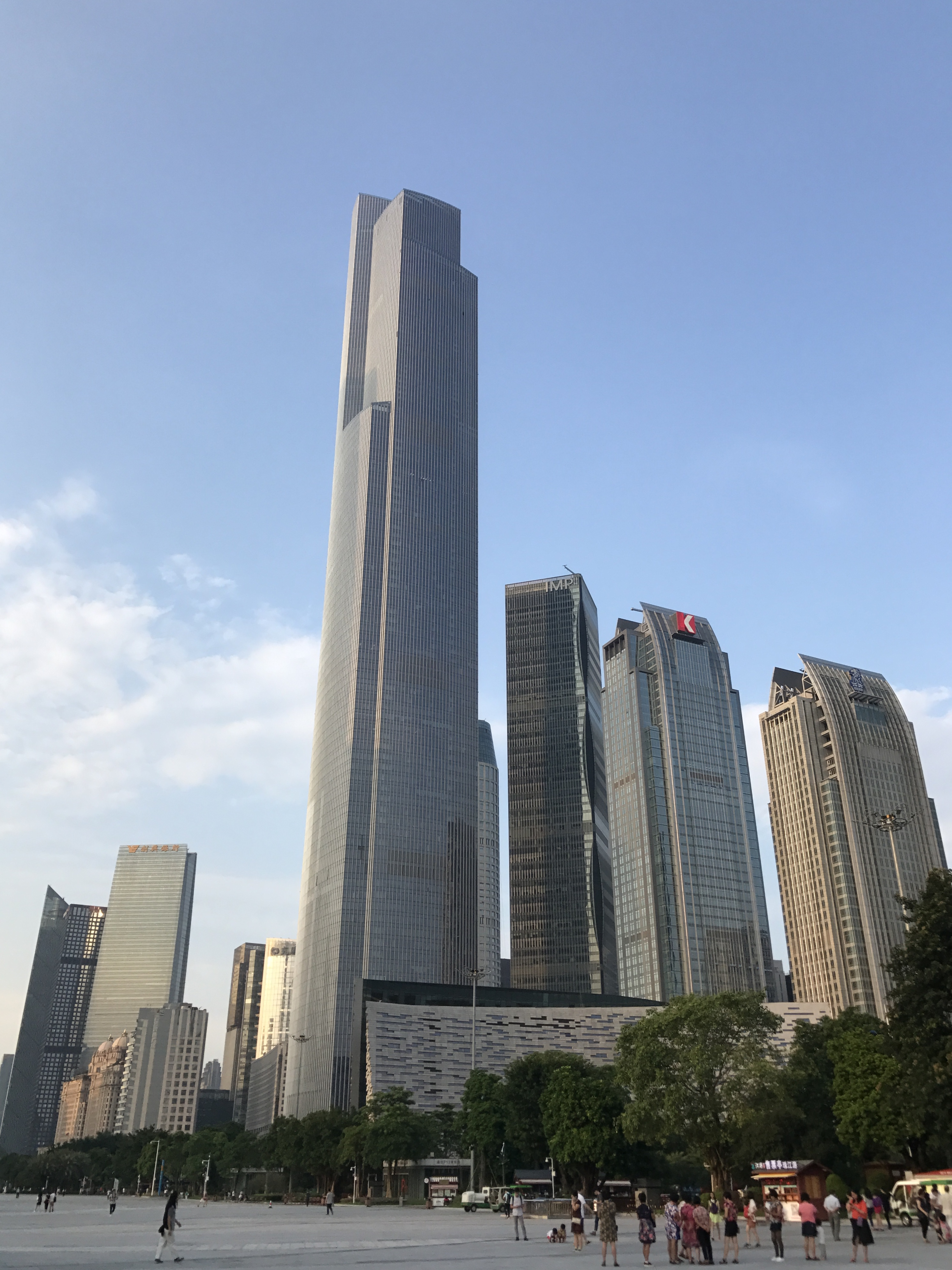
右排算起第三座大楼为环球都会广场

环球都会广场是珠江新城其中八座超过300米的超高层摩天大楼之一，并与邻近的广州周大福金融中心（广州东塔）和高德置地广场等商业办公楼形成珠江新城壮观的中轴线，亦组成了广州市最高端的国际商务区。